# Yach Paszkiewicz

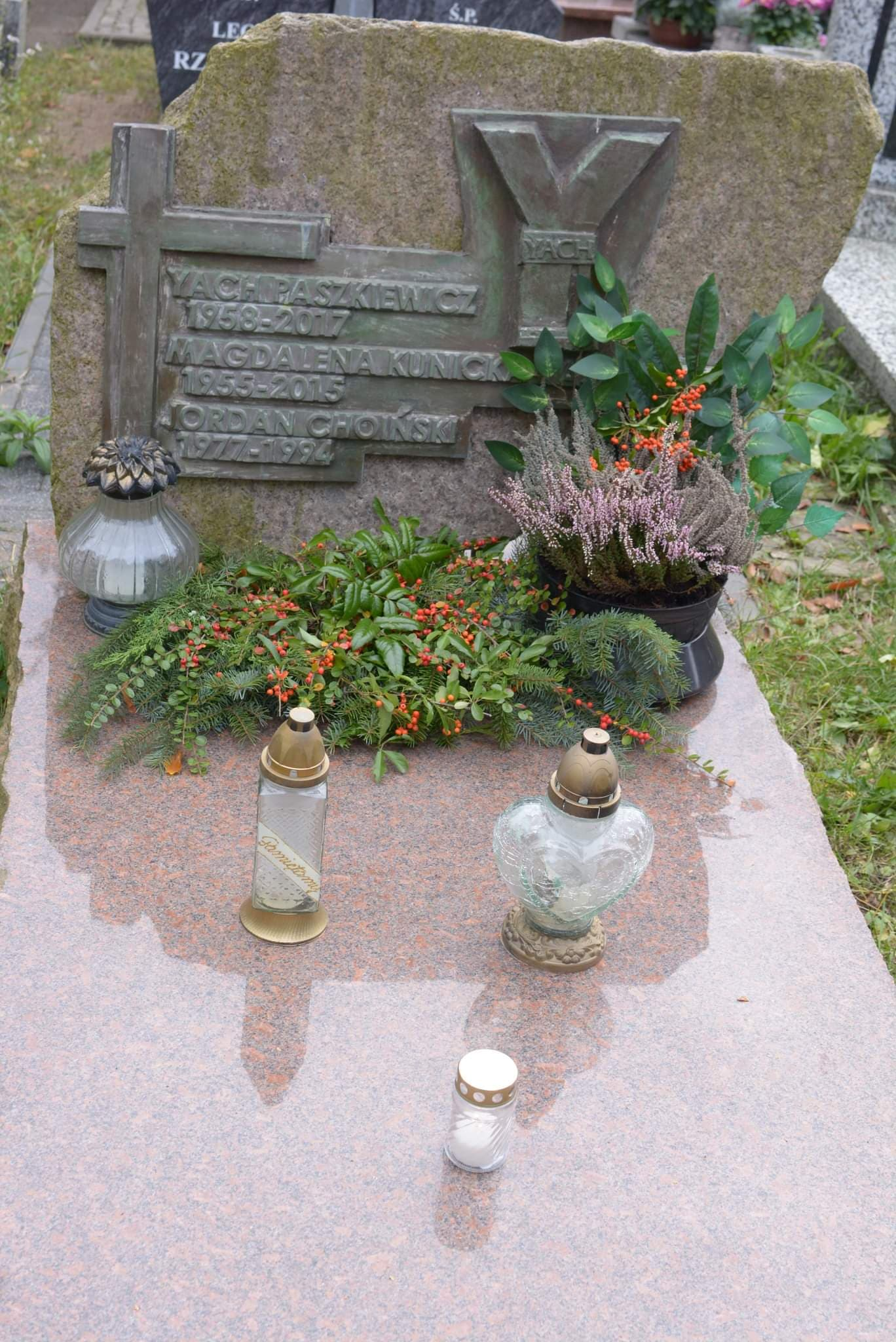
Grób Jana Paszkiewicza na cmentarzu Łostowickim

Yach Paszkiewicz, właśc. Jan Paszkiewicz (ur. 4 września 1958 w Bydgoszczy, zm. 13 grudnia 2017 w Sopocie) – polski grafik, reżyser.

## Życiorys
Ukończył grafikę na Wydziale Sztuk Pięknych Uniwersytetu Mikołaja Kopernika w Toruniu. Był asystentem i prowadził zajęcia z fotografii.
W 1990 zaczął robić wideoklipy. Autor ponad czterystu teledysków. Współpracował m.in. z takimi wykonawcami, jak: Oczi Cziorne, De Mono, Kult, Kazik Staszewski, Apteka, Maciej Maleńczuk, Wojciech Waglewski, Golden Life, Hey, Budka Suflera, Big Day, Formacja Nieżywych Schabuff, Bielizna, Big Cyc, Czarno-Czarni, Waldemar Knade oraz Majka Jeżowska.
Współtwórca Festiwalu Polskich Wideoklipów Yach Film. Członek Akademii Fonograficznej ZPAV. Współrealizował, z Magdaleną Kunicką, lokalną audycję telewizyjną „Telewizja Neptuna”, a następnie program „Lalamido” dla ogólnopolskiej telewizji. Współtworzył telewizyjny program Jurka Owsiaka „Róbta co chceta, czyli rock’n’rollowa jazda bez trzymanki”.

## Życie prywatne
Urodził się w Bydgoszczy, mieszkał w młodości z rodzicami przy al. Ossolińskich. Jego żoną była Magdalena Kunicka-Paszkiewicz. Miał dwoje dzieci - Jana i Rozalię.
Zmarł w Sopocie, w wyniku nowotworu płuc, pochowany 19 grudnia 2017 na cmentarzu Łostowickim w Gdańsku (kwatera 19-11-30).

## Filmografia
- Fantom Hermeticum (1996, film dokumentalny, realizacja, scenariusz, zdjęcia)
- Więcej światła. Festiwal operatorów filmowych Camerimage ’97 (jako on sam, 1998, film dokumentalny, reżyseria: Piotr Łazarkiewicz)
- Obsesja (1999, film dokumentalny, realizacja, scenariusz)
- Przystanek Woodstock – Najgłośniejszy Film Polski (2003, film dokumentalny, reżyseria, zdjęcia, montaż)
- Ziggy Dust (2015, film dokumentalny, zdjęcia archiwalne)

Źródło:.

## Nagrody i wyróżnienia
| Rok  | Kategoria                                                         | Nagroda | Uwagi       |
| ---- | ----------------------------------------------------------------- | --- | ----------- |
| 1993 | Grand Prix (Kult – „45–89”)                                       | Yach Film | Laureat     |
| 2000 | Wideoklip roku (Big Cyc – „Kumple Janosika”)                      | Fryderyk | Nominacja   |
| 2008 | Wideoklip roku (Maciej Maleńczuk, Wojciech Waglewski – „Koledzy”) | Fryderyk | Nominacja   |
| 2014 | Kultura                                                           | Nagroda Prezydenta Miasta Gdańska                                                                                      | Laureat     |
| 2017 | Nagroda specjalna za całokształt dorobku artystycznego            | Stary Palnik | Laureat     |
| 2018 | Tytuł honorowy                                                    | Honorowy Obywatel Animacji „Krainy Nieograniczonych Możliwości” 8. Ogólnopolskiego Festiwalu Polskiej Animacji „O!Pla” | Pośmiertnie |